# چادویک ای. تولمان
چادویک ای. تولمان (انگلیسی: Chadwick A. Tolman؛ اکتبر ۱۹۳۸ – ۶ آوریل ۲۰۲۴) دانشمند در زمینه شیمی معدنی اهل ایالات متحده آمریکا بود.